# Sten Niklas Levin
Sten Niklas Levin, född 1 augusti 1807 i Muskö socken, död 22 december 1875 i Torshälla, var en svensk jurist. Han var sonson till Adolf Ludvig Levin samt bror till Carl Herman Levin och Per Axel Levin.
Efter avlagd hovrättsexamen tjänstgjorde Levin i Svea hovrätt, tills han 1833 tillträdde befattningen som borgmästare i Torshälla stad. Han lämnade denna tjänst 1859, då han blev kronofogde i Södermanlands läns tredje distrikt. Han avled till följd av slaganfall.